# الحرب الإيرانية الروسية
الحرب الإيرانية الروسية اسم أطلق على حربين كبيرتين بين إيران والامبراطورية الروسية في زمن الملك فتح علي شاه القاجاري و أنتهت هاتان الحربان بهزيمة إيران من قبل روسيا و انضم جزء كبير من القوقاز وتركمانستان إلى الإمبراطورية الروسية.

## سبب الحرب الإيرانية الروسية
كانت العلاقات الإيرانية الروسية متوترة وفي حالة خصومة و نزاع مستمر في زمن القاجار و خاصة في حكم فتح علي شاه، و كان الهدف الرئيسي للروس هو الوصول إلى بحر آزاد والسبب الثاني السيطرة على أرض القوقاز والذي كان سكانه يطمحون بالحكم الذاتي و كذلك القوقاز المركزي والجنوبي والذي كانا يعد جزء من الأراضي الإيرانية وكان سكانه يحبون إيران، من طرف آخر كان سكان القوقاز الشرقي أي : كنجه وشيروان وطالش وباكو إضافة إلى أنهم مسلمين كانوا يميلون إلى إيران وهذا السبب الذي يغضب الروس وكذلك جورجيا هي أحد الأسباب الرئيسية في الأختلاف بين إيران وروسيا، جورجيا هي ناحية خضراء كثيرة الثمر و تقع على سفح جبال القوقاز و على السواحل الشرقية للبحر الأسود . جاء من بدايات تاريخ إيران اسم القوم الجورجي في مستندات التاريخ الإيراني .
انضمت جرجستان إلى إيران في زمن اغا محمد خان قاجار
وبعد انضمامها إلى روسيا حاول فتح علي شاه ارجاعها إلى إيران مرات عديدة .
ـ

## المرحلة الأولى للحرب الإيرانية الروسية 1218-1228 هـ
رسمه
اللوحة تبين رسما يتعلق بسنة 1816-1815 حيث حرب سلطان آباد في سنة 1812 وانتصار جيش عباس ميرزا، هذه اللوحة كانت في الأصل محفوظة في قصر عباس ميرزا ولكنها انتقلت إلى روسيا بواسطة الروس .
في عام 1215 هـ قبل كثوركي حاكم جورجيا رسميا تحت حماية الروس . ولأن أخو كثوركي الكساندر كان مخالفا لإلحاق جورجيا بروسيا لجأ إلى البلاط الإيراني، فأتخذامبراطور روسيا هذا الأمر ذريعة و أمر باول سيسانوف لأن يحتل القوقاز فهجم سيسانوف على تبليسي واحتلها وتزامنا مع هذه الأحداث مات كثوركي و ألتجأ أحد أولاده وهو تهمورث إلى البلاط الإيراني و تشجع ملك إيران على حرب الروس و كان متضايقا من احتلال الروس لجورجيا فأتخذ من لجوء الملوك الجورجيين لبلاطه ذريعة لإعلان الهجوم على جورجيا و السبب الرئيسي للحرب هو رغبة الدولتين لانضمام جورجيا إليها .
في عام 1218 هـ ق احتلت كنجه على يد القائد الروسي الجنرال باول سيسانوف وعلى الرغم من استبسال (جواد خان القاجاري) الحاكم الإيراني في الدقاع عن كنجه إلى أن خيانة الأرمن ويأس حكام قره باغ و ايروان من فتح علي شاه تسبب في احتلال روسيا لخانات ايروان، ومع احتلال هذه المدن تقدمت القوات الروسية حتى حدود ارس، وبمحض علم فتح علي شاه باحتلال كنجه وتسليم ايروان وقره باغ أرسل جيشا بقيادة عباس ميرزا ولي العهد والذي كان أفضل أخوته
ـ

## حرب اجمازين 1219 هـ
بعد أن رتب عباس ميرزا جيشه في أذربيجان هجم على ايروان و التي كان حاكمها محمد خان القاجاري ـ اسمه يشابه مؤسس الدولة القاجارية ـ وكان قد سلم نفسه إلى الروس و قسّم تلك المدينة . وسيسانوف القائد الروسي والذي كان قد هرع لمساعدة حاكم ايروان في حدود جمازين مركز خليفة الارمن في ايروان فأمطر القائد الروسي جيش عباس ميرزا بوابل من الرصاص لمدة ثلاثة أيام و لأنه لم يتمكن منهم أحجم عن استمرار الحرب المباشرة، في هذه الأثناء رأى محمد خان ضعف القائد الروسي أمام عباس ميرزا هرع يطلب العفو والسماح من عباس ميرزا ولي العهد لايران
طلب سيسانوف بطرقة مباغتة أن يثور على الجيش الإيراني، وفي صباح السادس من الربيع الثاني لعام 1219 في اجمازين هجم أخو عباس ميرزا عليه وفرّق الجيش الإيراني ولكن وصول القوى المساعدة من طرف فتح علي شاه إلى عباس ميرزا كانت السبب في هزيمة سيسانوف و انسحابه إلى الوراء وانتهت هذه الحرب بنصر إيران وبقيت إدارة ايروان عند محمد خان وسلمت حكومة نخجوان بحكم فتح علي شاه إلى كلب علي خان
ـ

## حرب سنوات 1220-1222 وقتل سيسانوف
بعد انتصار الجيش الإيراني في اجمازين فكر القائد الروسي بتقسيم سواحل جيلان ثم غزو طهران ويجعل دولة إيران تحت الحكم الروسي في هذا الوقت سلم حكام مناطق شوشي و قره باغ انفسهم إلى الحكم الروسي، وكان قتل الجنرال سيسانوف القائد العام للجيش الروسي في شهر ذي الحجة 1220 بسبب خديعة قام بها حسين قلي خان و إبراهيم خان و اٌرسل رأسه مع رسول خاص إلى طهران و لم يجد جيشه إلا أن ينسحب إلى مقره
سبب تسليم حكام شوشي وقره باغ أنفسهم للجيش الروسي هو خيانة مجموعة من الأرمن الذين كانوا يسكنوا في هذه المدن ومما ساعد على هذا الأمر أيضا هو عدم التنسيق الإداري و الحقوقي لديوان الأرامنة من قبل الدولة الإيرانية . بعد هذه الحادثة أصدر فتح علي شاه بقيادته شخصيا بالهجوم على القوات الروسية ومعاقبة حكام قره باغ وشوشي تزامنا مع وصول الجيش الإيراني إلى سواحل نهر ارس عزمت القوات الروسية على احتلال جيلان و لكن القائد الروسي لم يوفق من احتلال جيلان لمواجهته مشاكل وخسائر كثيرة
ـ

## سبب هزيمة سيسانوف خلال غزوة جيلان
عدم وجود موانئ مناسبة وجيدة في جيلان تسببت في عدم إمكانية السفن الروسية الكبيرة بالتقدم و لهذا انزلوا قواتهم في ميناء انزلي و صمود شعب جيلان أمام الجيش الروسي و فقر الجيش الروسي من المأكل والمشرب و التجهيزات تسببت في عجز الجيش الروسي
ـ

## حرب اصلاندوز 1228 هـ
بقتل سيسانوف أنتقلت قيادة الجيش الروسي إلى جودوفيتش (تزمنا مع نشاط الجنرال جاردان لتقوية الجيش الإيراني ) هجم جودوفيتش في عام 1223 هـ بشكل مفاجئ على ايروان ولكنه انهزم ورجع
وتحرك عباس ميرزا لينتقم من الجيش الروسي من تبريز إلى نخجوان وغلب الجيش الروسي في حروب متعددة في أطراف مدينة ايروان وبحيرة كوكجه
وفي عام 1225 هـ ثار حسين خان القاجاري حاكم ايروان في مقابل حكم الروس وأسر الكثير منهم و اتّجه إلى طهران
في أيام (1225-1226 هـ) والتي تزامنت مع خروج جاردان من إيران و دخول المجلس العسكري الإنجليزي إلى إيران (في هذا الوقت) طلب الروس الصلح مع إيران على شرط بقاء ان يحتفظوا ما احتلوه من مناطق وأن يسمحوا لهم أيضا بالعبور من إيران لقتال العثمانيين ولكن الحكومة الإيرانية لم تقبل بهذا الشرط
وبعد دخول سركور اوزلي إلى إيران وبسبب تحسن العلاقات بين الإنجليز و الروس في هذه الفترة وبناء على ذلك قرر أن يعقد صلحا بين إيران وروسيا و طلب من الضباط الإنجليز الموجودين في الجيش الإيراني أن يقلعوا عن الحرب على روسيا ولأن عباس ميرزا مصرا على الحرب استمر في الحرب وأقام الجيش الإيراني في محل اصلاندوز على ضفة نهر ارس
وفي هذه الأثناء هجم الجيش الروسي بشكل مباغت على المعسكر الإيراني
مع أن الجيش الإيراني قاتل ببسالة و لكن بسبب الخلافات التي ظهرت داخل صفوف الجيش اضطر على الانسحاب إلى تبريز، اما قائد الجيش الروسي بعد فتح اصلاندوز، حاصر أذربيجان في كلا طرفيها وفي هذه الاثناء ثار التركمان في خراسان فطلب ملك إيران الصلح مع أنه كان يجهز جيشا للهجوم على الجيش الروسي وذلك بسبب الفتن والأوضاع غير المستقرة
ـ

## معاهدة جلستان
المقالة الأصلية : معاهدة جلستان
هزيمة إيران في حرب اصلاندوز و الثورات المحلية اجبرت فتح علي شاه على الصلح مع الروس، و اتجها من طهران إلى روسيا ميرزا أبو الحسن ايلجي كممثل إيران وسركور اوزلي أيضا كواسطة ولأن الروس أيضا كانوا يعانون من الثورات و المناوشات مع نابليون بونبارت فرحوا بوصول السفير الروسي وطلب الصلح فانعقدت معاهدة الصلح في قرية جلستان من أطراف قره باغ و تمت هذه المعاهدة بواسطة من سركور اوزلي و ممثل الروس يرملوف وممثل طهران ميرزا أبو الحسن خان ايلجي بتاريخ 29شوال 1228 هـ وتم التوقيع في أحد عشر فصلا .
معاهدة جلستان والتي جاءت في وقت كانت الروس في اسوأ احوالها بسبب الحرب مع فرنسا، و قد تسببت في ارتياح الروس من المشاكل مع إيران بالإضافة إلى أنهم اكتسبوا مزيدا من الأراضي، و غيّرت معاهدة جلستان أيضا خارطة الحدود مع إيران واخرجت جميع نواحي شمال نهر ارس من السيطرة الإيرانية عليها
ـ

## المرحلة الثانية للحرب الإيرانية الروسية 1241-1243 هـ
عدم وضوح الحدود بين إيران وروسيا و الثورات والحالة الأمنية غير مستقرة التي تسبب بها حكام مثل حسين خان القاجاري حاكم ايروان و من الأسباب الرئيسية لقيام الحرب الإيرانية الروسية مرة ثانية، وسبب ثورة حسين خان القاجاري على الحكم الإيراني بعد انعقاد الصلح بين روسيا و إيران ـ معاهدة جلستان ـ أنه لم يرد أن يدفع ضرائب لدولة إيران وحتى لا يتمكن منه عباس ميرزا اشعل الحرب بين إيران وروسيا و توريط ولي العهد بهذه الحرب .
وتسلّط الروس على المناطق الإيرانية وقسم من نهر ارس (من ضمنها كوكجه وقبان ) وسخط أكثر حكام الأراضي الإيرانية التي احتلها الروس ومن بينهم إبراهيم خان جوانشير حاكم شوشي وقلق الدولة الإيرانية من فقدان الأراضي الواسعة والظلم والخوف المستمر الذي يلامس مسلمي القوقاز من الروس و طلبهم للمساعدة الإيرانية، كلها من اسباب اشتعال الحرب الثانية مع الروس
ـ

## حرب كنجه
نصب فتح على شاه ابنه عباس ميرزا لقيادة الجيش الإيراني و ارسله إلى المناطق المحتلة، ولأن الروس لم يكونوا مستعدين فوجئوا بهجوم الجيش الإيراني و تمكنه من استرداد كل الولايات و منها باكو ودربند وشوشي وداغستان وايروان وطالش
بعد هذه الحادثة فرغ باسكفيتش من القادة الروس المعروفين من حرب الروس والعثمانين وترأس قيادة الجيش في القوقاز واٌستدعي برملوف بسبب عدم كفائته في الحرب من طرف امبراطور روسيا وحاول باسكفيتش أن يستعيد المناطق التي احتلها الإيرانيون فأحتل في البداية قره باغ وثم ايروان و انهزم الجيش الإيراني في معركتا طالش ولنكران ثم اوصل نفسه بسرعه إلى كنجه
و تحرك عباس ميرزا أيضا بجيش يصل إلى 30 ألف جندي إلى كنجه . وفي هذه الحرب التي عرفت باسم حرب كنجه كان قد أصبح نصر الإيرانيون قريب جدا ولكن بسبب اصف الدولة الصدر الأعظم الجديد تأخر عن إرسال قوات مساعدة اضافية للجيش الإيراني فاختل توازن الجيش ولم تثمر جهود عباس ميرزا في تنظيم الجيش ثانية فانفرط عقد الجيش واضطر إلى الانسحاب و بقيت جهودهم عقيمة في كسب الفتوحات فانتصر باسكفيتش مع جيشه نصرا كاملا .
ـ

## تمدد القوات الروسية بإتجاه العاصمة في الحرب الثانية
بعد احتلال كنجه وتحمل الخسارة الفادحة للجيش الإيراني وقعت معابر نهر ارس بأيدي الجيش الروسي و رست السفن الحربية الروسية في السواحل الروسية مع التركمانيين وولاية يموت واجبروهم على التمرد ضد دولة إيران
وعسكر عباس ميرزا بآخر قواته في سردار آباد وفي عام 1234 هـ هجم على القوات الروسية وقامت حرب ضروس و لكن عدم وصول المؤونة والتجهيزات اللازمة من طهران تسبب في ضعف نفسية الجيش الإيراني و احتل الروس منطقة سردار آباد و طٌردت القوات الإيرانية تماما من الساحل الأيسر لنهر ارس إلى داخل أذربيجان
فاستمر باسكفيتش في مطاردة الجيش داخل أذربيجان و تعرضت العاصمة طهران لتهديد عسكري
بعد هذا جمع عباس ميرزا جيشه بصورة جيدة وأوكل حماية تبريز إلى آصف الدولة و لكن خيانة آصف الدولة أدت إلى انتصار الجيش الروسي و احتلالها من قبلهم . دخل الجيش الروسي إلى داخل المدينة من دون مقاومة من الشعب وسيطروا على الأسلحة والذخائر الحربية للمدينة، مع احتلال تبريز استمر الجيش الروسي بالتوغل حتى ده خوارقان وكان في هذه الأثناء أن عباس ميرزا ارسل فتح علي خان رشتي إلى باسكفيتش ليطلب منه الصلح
ـ

## معاهدة تركمانجاي
المقالة الأصلية
الشروط التي اقترحها باسكفيتش لإبرام معاهدة الصلح الجديدة كانت ثقيلة جدا و لكن السفير الإنجليزي مك دونالد في طهران والذي كان متخوفا من تقدم الجيش الروسي أكثر حتى إلى فتح علي شاه نفسه كان مصرا على رأيه وكان ينصح الملك لقبول شروط الصلح . بعد وساطة السفير الإنجليزي انعقد مجلس في قرية تركمانجاي (مخيم باسكفيتش) والذي ضم عباس ميرزا وآصف الدولة و حاجي ميرزا أبو الحسن خان شيرازي، وكتبت معاهدة في 16 فصل وعقد ملحق تجاري في 9 فصول ووقعت بتاريخ 5 شعبان 1234 هجري من قبل ممثلي دولتي إيران وروسيا، تمكن الروس بمسكهم زمام الامتيازات التي حصلوا عليها من معاهدة تركمنجاي وتسلطهم على شمال إيران من المساس بكرامة إيران من بين دول العالم .
بعد هذه الحادثة لم تقع هنالك حوادث مهمة بين روسيا و إيران أو شيئا يذكر سوى موضوع آشوراده و مواضيع صغيرة لا يعتد بها .
ـ